# Argences
Argences (Argencesⓘ) – miejscowość i gmina we Francji, w regionie Normandia, w departamencie Calvados.
Według danych na rok 1990 gminę zamieszkiwało 3048 osób, a gęstość zaludnienia wynosiła 312 osób/km² (wśród 1815 gmin Dolnej Normandii Argences plasuje się na 63. miejscu pod względem liczby ludności, natomiast pod względem powierzchni na miejscu 522.).